# 列克星敦 (阿拉巴马州)
列克星敦（英文：Lexington），是美国阿拉巴马州下属的一座城市。面积约为3.24平方英里（约合8.38平方公里）。根据2010年美国人口普查，该市有人口735人，人口密度为227.13/平方英里（约合87.71/平方公里）。